# باربرا كرادوك
باربرا كرادوك (بالإنجليزية: Barbara Craddock)‏ هي راقصة أمريكية، ولدت في 18 مايو 1940، وتوفيت في 20 يناير 2015.